# La Nueva Era, Veracruz
La Nueva Era är en ort i Mexiko.   Den ligger i kommunen Playa Vicente och delstaten Veracruz, i den sydöstra delen av landet, 400 km sydost om huvudstaden Mexico City. La Nueva Era ligger 80 meter över havet och antalet invånare är 1 061.
Terrängen runt La Nueva Era är platt. Runt La Nueva Era är det ganska glesbefolkat, med 24 invånare per kvadratkilometer. Närmaste större samhälle är Playa Vicente, 14,6 km norr om La Nueva Era. Omgivningarna runt La Nueva Era är en mosaik av jordbruksmark och naturlig växtlighet.